# Michael Suppan
Michael Suppan (auch Michel Suppan; * um 1520 wohl in Würzburg; † 29. April 1584) war 1583 der zweite Rektor der Universität Würzburg nach ihrer (Wieder-)Gründung. Daneben bekleidete er das wichtige Amt des Generalvikars der Diözese Würzburg.

## Leben
Michael Suppan wurde wohl um 1520 geboren. Der Nachname Suppan taucht in verschiedenen Quellen der Stadt Würzburg immer wieder auf, weswegen auch Suppans Herkunft aus Würzburg wahrscheinlich ist. Die Familie Suppan gehörte zur bürgerlichen Oberschicht der fürstbischöflichen Residenzstadt und stellte mehrere Kanoniker in den Kollegiatstiften Haug und Neumünster. Mit Philipp Suppan entstammte der Familie sogar ein Dekan des Hauger Stiftes.
Die Jugend und Ausbildung des jungen Michael liegen im Dunklen. Um die priesterliche Laufbahn einschlagen zu können, musste Suppan ein Studium absolviert haben. Allerdings taucht er in keiner der damals bedeutenden Universitäten in Mittel- und Südeuropa auf. Die ältere Literatur schreibt Michael Suppan einen Doktortitel der Philosophie zu. 1533 jedenfalls erhielt Suppan die Tonsur, 1541 die Niederen Weihen. 1546 und 1547 wurde er zunächst Subdiakon und kurze Zeit später Diakon. Am 24. Februar 1548 weihte man Suppan zum Priester. 
Kurz nach seiner Weihe war Suppan bereits als Kapitular im Stift Haug tätig. 1553 erhielt er seine erste Pfründe an der Vikarie St. Nicolai in Gerolzhofen zugeteilt. Innerhalb des Stiftes stieg Suppan schnell auf. So war er bald als Dekan eine Art Vorsteher der Säkularkanoniker und bekleidete zeitweise auch das repräsentative Amt des Turnars. Suppan hatte sich auch juristische Grundlagen während seines Studiums aneignen können und konnte deshalb auch als Notar Urkunden beglaubigen.
Dadurch bekam er eine Doppelrolle im Hochstift Würzburg und wurde schnell zum fürstbischöflichen Fiskal ernannt. Für das Hochstift stellte er außerdem Rechnungen, unter anderem für das Würzburger Marxenkloster aus. In den 1570er Jahren ist Suppan erstmals als Generalvikar genannt. Er schrieb in dieser Funktion unter anderem Urkunden über die Vikarie in Markelsheim und über das Kloster Bronnbach nieder. 1579 investierte er einen Priester in Kottspiel bei Schwäbisch Hall.
Unter dem 1573 zum Fürstbischof gewählten Julius Echter von Mespelbrunn stieg Suppan weiter auf. Er fertigte auch die endgültige Urkunde über die Wahl des neuen Bischofs aus, die erste war vom Domkapitel wegen des Einsatzes eines Laiennotars zunächst für ungültig erklärt worden. Später trat er im Namen des Bischofs in Verhandlungen mit den Klöstern Kaisheim und Wechterswinkel ein, die aufgrund vielfacher Zerstörungen schließlich aufgelöst wurden.
Echter ernannte Michael Suppan zum Mitglied seines Geistlichen Rates, wobei die ältere Literatur davon ausgeht, dass er den Vorsitz dieses Gremiums hatte. Vor der Fahrt des Fürstbischofs zum sogenannten Pazifikationstag nach Köln im Jahr 1579 war Suppan unter den Mitgliedern, die Julius Echter den Treueid schwören mussten. Suppan tat sich in seiner Rolle als Geistlicher Rat insbesondere als Reformierer des Klosters St. Afra in Würzburg hervor.
Zugleich setzte Julius Echter von Mespelbrunn den vielseitig begabten Suppan auch an der neugegründeten Universität Würzburg ein. Bereits 1582 war Suppan Dekan der juristischen Fakultät, 1583 wurde er von Echter auf die Stelle des stellvertretenden Rektors gerufen. Das Amt des Rector magnificus hatte Echter selbst inne, die Verwaltungsaufgaben übernahm aber weitgehend Suppan. Noch 1583 wurde er zum echten Rektor befördert. Am 29. April 1584 starb Michael Suppan.